# Торнимпарте
Торнимпарте (итал. Tornimparte) — коммуна в Италии, расположена в регионе Абруццо, подчиняется административному центру Л’Акуила.
Население составляет 2966 человек (на 2005 г.), плотность населения составляет 45,02 чел./км². Занимает площадь 65,88 км². Почтовый индекс — 67049. Телефонный код — 0862.
Покровительницей коммуны почитается Пресвятая Богородица (Maria Santissima Addolorata), празднование 15 сентября. Также праздник ежегодно празднуется 15 октября.